# Jaderná elektrárna Sirte
Jaderná elektrárna Sirte (arabsky محطة سرت للطاقة النووية‎) byla plánovaná jaderná elektrárna v Libyi. Nacházet se měla poblíž libyjského města Sirte ve stejnojmenném zálivu. Dva reaktory jaderné elektrárny měly celkem produkovat hrubý výkon 880 MW. Hlavní dodavatelskou zemí měl být Sovětský svaz.

## Historie a technické informace

### Počátky
V polovině 70. let učinil Sovětský svaz Libyi nabídku na výstavbu jaderné elektrárny. Jako jedna z možných lokalit bylo nakonec zvoleno umístění u města Sirte ve stejnojmenném zálivu. V roce 1977 libyjský vláda podepsala smlouvu s Atomenergoexportem (nyní Atomstrojexport) na návrh a posléze výstavu dvou tlakovodních reaktorů VVER-440. Elektrárna měla kromě výroby elektřiny navíc odsolovat mořskou vodu.
Ještě předtím Kaddáfí hledal pomoc při získávání jaderné technologie v řadě zemí, včetně Čínské lidové republiky. Mezi těmito snahami se zdálo, že spolupráce s Pákistánem zahájená v roce 1977 po určitou dobu přináší významné výsledky. Předpokládalo se, že Libye poskytuje finanční pomoc a později i dodávky uranového žlutého koláče pocházejícího z Nigeru v naději, že bude nakonec kompenzována zbraněmi z Pákistánu. V rozhovoru pro indické noviny v březnu 1986 však Kaddáfí prohlásil, že Libye nikdy nepomůže Pákistánu získat atomovou bombu.
V 80. letech panovaly obavy, že Libye bude zneužívat reaktory pro výrobu jaderných zbraní z výsledných štěpných produktů. Z tohoto důvodu byla konstrukce reaktoru upravena tak, aby reaktor při nominálním vytížení vyprodukoval pouze přibližně 70 kg plutonia ročně. Vzhledem k tomu, že belgická společnost Belgonucleaire nebyla spokojena s nabídkou, kterou Sovětský svaz učinil, nabídla, že elektrárnu postaví oni. Po zjištění, že Libye by mohla z reaktoru získat plutonium svou nabídku stáhla a byla opět potvrzena smlouva se Sovětským svazem.
V roce 1986 došlo v Sovětském svazu k jaderné havárii v jaderné elektrárně Černobyl a je to jeden z důvodům proč byly plány na výstavbu elektrárny zastaveny, protože libyjská strana začala mít obavy o bezpečnosti sovětské technologie. Dalším důvodem bylo to, že elektrárna byla příliš kapitálově náročná. Libye v té době investovala do jiných projektů a elektrárna by musela být splácena zhruba 15 let při ceně 4 miliardy amerických dolarů. Poté byl projekt až do odvolání zrušen a již nebyl obnoven. Z tohoto důvodu byly zrušeny plány na celkem devět 440 MW reaktorů v Libyi.
Reaktory této typové řady byly ve výstavbě v jaderné elektrárně Juragua na Kubě, ale výstavba byla zastavena v roce 1992.

## Informace o reaktorech
| Reaktor | Typ reaktoru | Výkon  | Výkon  | Zahájení výstavby            | Připojení k síti             | Uvedení do provozu           | Uzavření                     |
| Reaktor | Typ reaktoru | Čistý  | Hrubý  | Zahájení výstavby            | Připojení k síti             | Uvedení do provozu           | Uzavření                     |
| ------- | ------------ | ------ | ------ | ---------------------------- | ---------------------------- | ---------------------------- | ---------------------------- |
| Sirte-1 | VVER-440/318 | 408 MW | 440 MW | Projekt zastaven v roce 1986 | Projekt zastaven v roce 1986 | Projekt zastaven v roce 1986 | Projekt zastaven v roce 1986 |
| Sirte-2 | VVER-440/318 | 408 MW | 440 MW | Projekt zastaven v roce 1986 | Projekt zastaven v roce 1986 | Projekt zastaven v roce 1986 | Projekt zastaven v roce 1986 |